# Grijsbuikbuulbuul
De grijsbuikbuulbuul (Ixodia cyaniventris synoniem: Pycnonotus cyaniventris) is een zangvogel uit de familie van de buulbuuls. 

## Verspreiding en leefgebied
Deze soort komt voor op Malakka, Sumatra en Borneo en telt twee ondersoorten:
- I. c. cyaniventris: Malakka en Sumatra.
- I. c. paroticalis: Borneo.

## Status
De grootte van de populatie is niet gekwantificeerd maar de soort wordt omschreven als vrij algemeen. Aangenomen wordt echter dat de soort behoorlijk snel achteruitgaat door ontbossing. Op de Rode lijst van de IUCN heeft deze soort daarom de status gevoelig.